# معاذ (اسم)
مُعاذ اسم علم مذكر من أصل عربي، معناه المُعتصِم، المُحصَّن، المحفوظ، المَصُون بالله تعالى. هو اسم مفعول من الفعل «أعاذ». ورد في كتب السيرة، أن سبعة عشر صحابيا كان يسمى باسم معاذ، منهم معاذ بن جبل (ت 18 ھ)، صحابي وأحد من جمعوا القرآن.
كُتب اسم معاذ في العصور الوسطى في اللغتين اللاتينية والقشتالية في الاسم المركب «ابن معاذ» على الشكل Abenmoat، وهو اسم القاضي والرياضياتي ابن معاذ الجياني.

## مشاهير
- معاذ بن جبل (ت 18 ھ)، صحابي وأحد من جمعوا القرآن.
- معاذ بن الحارث، صحابي من الأنصار شهد بيعة العقبة الأولى والثانية.
- معاذ بن عمرو بن الجموح، صحابي من الأنصار شهد بيعة العقبة الثانية.
- معاذ بن مسلم (ت 187 ھ/803 م)، نحوي كوفي.
- معاذ بن هشام، أحد رواة الحديث النبوي ومن تابعي التابعين.
- معاذ بن المثنى (208–288 ھ)، أحد رواة الحديث النبوي.

## وصلات خارجية
- موسوعة السلطان قابوس لأسماء العرب